# South Bay Lakers 2018-2019
La stagione 2018-19 dei South Bay Lakers fu la 12ª nella NBA D-League per la franchigia.
I South Bay Lakers arrivarono quarti nella Pacific Division con un record di 21-29, non qualificandosi per i play-off.

## Roster
| N° | Naz.                   | Ruolo | Sportivo              | Anno | Alt. | Peso |
| -- | ---------------------- | ----- | --------------------- | ---- | ---- | ---- |
| 00 | Stati Uniti (bandiera) | C     | Spencer Hawes         | 1995 | 216  | 111  |
| 2  | Stati Uniti (bandiera) | G     | Joel Berry            | 1995 | 183  | 88   |
| 3  | Stati Uniti (bandiera) | A     | Johnathan Williams    | 1995 | 206  | 103  |
| 4  | Stati Uniti (bandiera) | G     | Alex Caruso           | 1994 | 196  | 84   |
| 5  | Stati Uniti (bandiera) | G     | Jeffrey Carroll       | 1994 | 198  | 100  |
| 7  | Stati Uniti (bandiera) | G     | Wes VanBeck           | 1996 | 191  | 86   |
| 8  | Stati Uniti (bandiera) | G     | Scott Machado         | 1990 | 185  | 93   |
| 9  | Stati Uniti (bandiera) | A     | Jemerrio Jones        | 1995 | 196  | 79   |
| 10 | Ucraina (bandiera)     | A     | Svjatoslav Mychajljuk | 1997 | 203  | 96   |
| 11 | Stati Uniti (bandiera) | G     | Demarcus Holland      | 1994 | 188  | 86   |
| 14 | Stati Uniti (bandiera) | G     | Marcus Allen          | 1994 | 191  | 86   |
| 15 | Germania (bandiera)    | A     | Moritz Wagner         | 1997 | 211  | 109  |
| 17 | Germania (bandiera)    | A     | Isaac Bonga           | 1999 | 206  | 91   |
| 20 | Stati Uniti (bandiera) | G     | Andre Ingram          | 1985 | 191  | 88   |
| 21 | Stati Uniti (bandiera) | A     | Travis Wear           | 1990 | 208  | 86   |
| 22 | Stati Uniti (bandiera) | A     | Kadeem Jack           | 1992 | 206  | 107  |
| 23 | Stati Uniti (bandiera) | A     | Derrick Griffin       | 1993 | 201  | 104  |
| 25 | Stati Uniti (bandiera) | GA    | Robert Heyer          | 1992 | 191  | 93   |
| 32 | Stati Uniti (bandiera) | A     | Justin Harper         | 1989 | 206  | 107  |

## Staff tecnico
- Allenatore: Coby Karl
- Vice-allenatori: Isaiah Fox, Brian Walsh, Sean Nolen, Dane Johnson
- Preparatore atletico: Heather Mau
- Preparatore fisico: Misha Cavaye